# Secretari General d'Esquerra Republicana de Catalunya
El Secretari General d'Esquerra Republicana de Catalunya és la segona persona amb més poder a l'organigrama d'ERC. De vegades ha estat el candidat del partit a la Presidència de la Generalitat.
El càrrec l'ocupa Marta Rovira i Vergés, escollida amb un 89,96% dels vots dels militants en el 26è Congrés Nacional de l'1 d'octubre de 2011, on es presentava com a única aspirant a ocupar el lloc.

## Llista de secretaris generals
Informació actualitzada per un bot. Els canvis manuals es perdran quan s'actualitzi!
| Número | Imatge | Nom                          | Inici del mandat | Fi del mandat | Dades a Wikidata              |
| ------ | ------ | ---------------------------- | ---------------- | ------------- | ----------------------------- |
| 1      |        | Joan Lluís Pujol i Font      | 01-03-1931       | 01-04-1931    | Modifica les dades a Wikidata |
| 2      |        | Josep Tarradellas i Joan     | 01-04-1931       | 01-03-1932    | Modifica les dades a Wikidata |
| 3      |        | Joan Tauler i Palomeras      | 01-03-1932       | 01-01-1938    | Modifica les dades a Wikidata |
| 4      |        | Josep Tarradellas i Joan     | 01-01-1938       | 01-01-1954    | Modifica les dades a Wikidata |
| 5      |        | Joan Sauret i Garcia         | 01-01-1954       | 01-01-1976    | Modifica les dades a Wikidata |
| 6      |        | Heribert Barrera i Costa     | 01-01-1976       | 01-01-1987    | Modifica les dades a Wikidata |
| 7      |        | Joan Hortalà i Arau          | 01-01-1987       | 01-01-1989    | Modifica les dades a Wikidata |
| 8      |        | Àngel Colom i Colom          | 01-01-1989       | 01-01-1996    | Modifica les dades a Wikidata |
| 9      |        | Josep-Lluís Carod-Rovira     | 01-01-1996       | 04-07-2004    | Modifica les dades a Wikidata |
| 10     |        | Joan Puigcercós i Boixassa   | 04-07-2004       | 07-06-2008    | Modifica les dades a Wikidata |
| 11     |        | Joan Ridao i Martín          | 07-06-2008       | 17-09-2011    | Modifica les dades a Wikidata |
| 12     |        | Marta Rovira i Vergés        | 17-09-2011       | 14-12-2024    | Modifica les dades a Wikidata |
| 13     |        | Elisenda Alamany i Gutiérrez | 14-12-2024       |               | Modifica les dades a Wikidata |